# 14105 Nakadai
14105 Nakadai este un asteroid din centura principală de asteroizi.

## Descriere
14105 Nakadai este un asteroid din centura principală de asteroizi. A fost descoperit pe 6 octombrie 1997 la Kitami de Kin Endate și Kazuro Watanabe. Asteroidul prezintă o orbită caracterizată de o semiaxă mare de 2,98 ua, o excentricitate de 0,11 și o înclinație de 9,3° în raport cu ecliptica.